# Стародубцева, Алёна Васильевна
Алёна Васильевна Стародубцева (14 марта 1985 года, пос. Абан, Красноярский край) — российская спортсменка, чемпионка и призёр чемпионатов России по вольной борьбе, призёр чемпионата Европы, обладательница Кубка европейских наций, мастер спорта России международного класса. Член сборной команды страны с 2002 года. Выступает за клуб «Академия борьбы имени Д. Г. Миндиашвили» (Красноярск).

## Биография
Родилась в посёлке Абан на востоке Красноярского края. В 1995 году вместе с семьёй переехала в Красноярск.
Ещё в раннем детстве увлеклась борьбой, но поначалу не придавала этому большого значения. В Красноярске также занималась плаванием, тхэквондо, карате и конькобежным спортом. Решающим стал переход к тренеру по борьбе Виктору Райкову в 1999 году.
Имеет медицинское образование. Во время пандемии COVID-19 работала санитаркой в «красной зоне».
В 2022 году на озере Песчанка спасла утопающего человека. За этот поступок награждена медалью «За спасение погибавших».

## Спортивные результаты
- Чемпионат России по женской борьбе 2007 года — ;
- Чемпионат России по женской борьбе 2008 года — ;
- Гран-при Иван Ярыгин 2008 года — ;
- Чемпионат России по женской борьбе 2009 года — ;
- Гран-при Иван Ярыгин 2009 года — ;
- Чемпионат России по женской борьбе 2010 года — ;
- Чемпионат России по женской борьбе 2011 года — ;
- Гран-при Иван Ярыгин 2011 года — ;
- Гран-при Иван Ярыгин 2012 года — ;
- Гран-при Иван Ярыгин 2014 года — ;
- Чемпионат России по женской борьбе 2014 года — ;
- Кубок России 2014 года — ;
- Кубок европейских наций 2014 года — ;
- Чемпионат России по женской борьбе 2015 года — ;
- Гран-при Иван Ярыгин 2015 года — ;
- Чемпионат России по женской борьбе 2016 года — ;
- Чемпионат России по женской борьбе 2017 года — ;
- Чемпионат России по женской борьбе 2018 года — ;
- Чемпионат России по женской борьбе 2019 года — ;